# Société des arts de Genève
La Société des arts de Genève est une société savante créée à Genève en 1776. Elle est alors connue comme la Société pour l’avancement des arts, de l’agriculture et des manufactures de Genève.

## Histoire

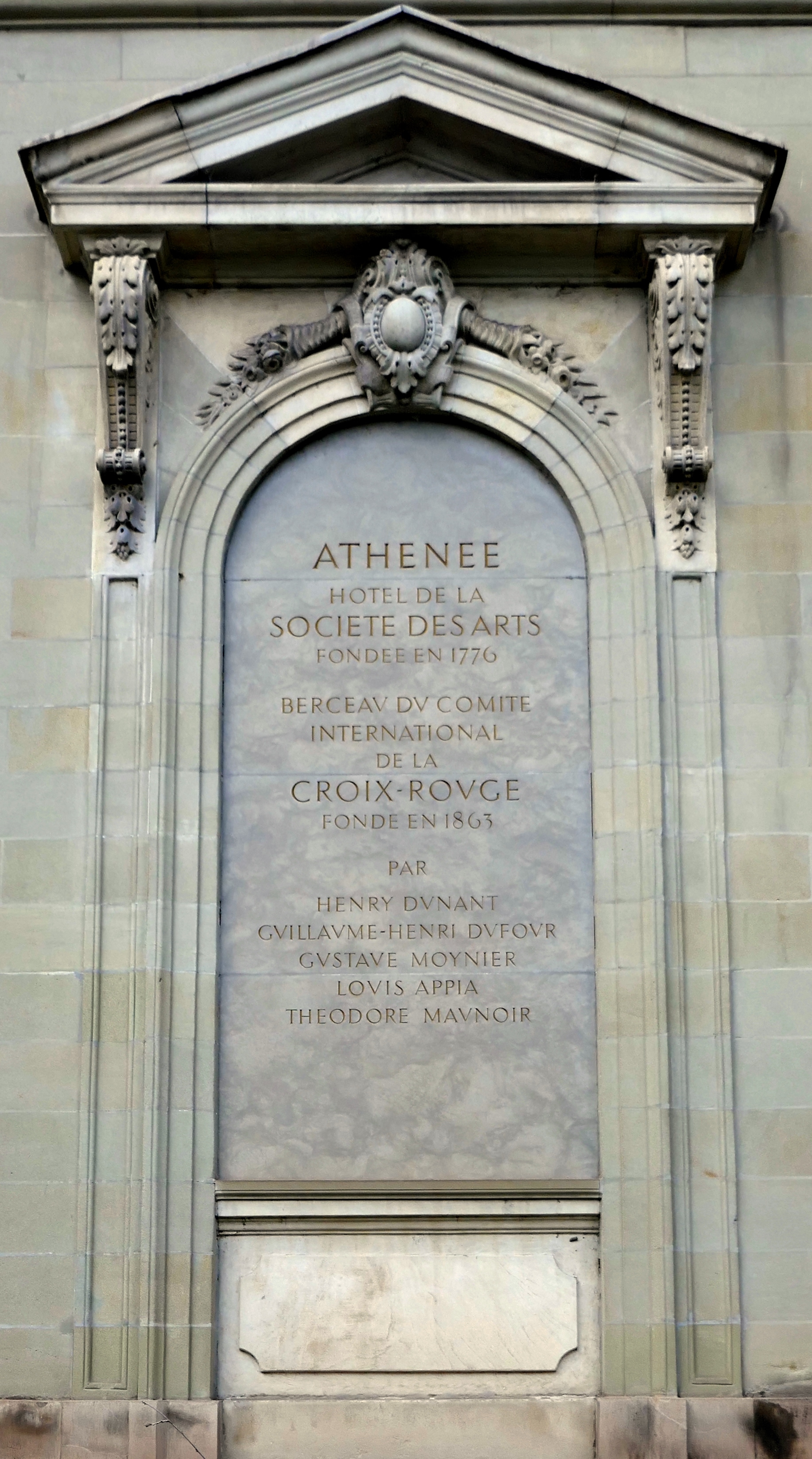
Plaque au palais de l’Athénée.

La Société pour l’avancement des arts, de l’agriculture et des manufactures de Genève est fondée en 1776, par l'horloger Louis Faizan et le savant Horace Bénédict de Saussure, dans la perspective de soutenir l’économie locale en encourageant l'essor industriel et artistique. La Société a notamment pour but de promouvoir la formation.
La Société des arts est divisée en trois classes: la Classe des beaux-arts, la Classe d'agriculture & art de vivre et la Classe d'industrie & commerce. Ses membres peuvent y parfaire leurs connaissances et échanger des idées. 
La Société est propriétaire depuis 1863 du Palais de l’Athénée, qui lui a été donné par Jean-Gabriel Eynard.
La Société encourage les artistes dans les domaines des beaux-arts (prix, bourses et expositions) et de la musique (récitals de jeunes virtuoses).
Elle est présidée par Fabia Christen Koch en 2020 et compte environ (nr).

## Personnalités liées à la société
- [1776 à 1799]  Horace Bénédict de Saussure (1740-1799), membre fondateur ;
- [1799 à 1825]  Marc-Auguste Pictet (1752-1825), président ;
- [1817 à 1863]  Jean-Gabriel Eynard (1775-1863), membre ;
- [1840 à 1875]  Hermann Hammann (1807-1875), membre[4] ;
- [s.d.]  André Blondel (1863-1938), membre ;
- [1942 à 1946]  Adrien Holy (1898-1978), commissaire aux expositions ;
- [s.d.]  Henri Moureu (1899-1978), membre.